# Homestead (unidade)
O homestead é uma antiga unidade de área do Sistema Inglês. Equivale a 64,7497027584 hm² (hectômetros quadrados) ou ha (hectares). Também é igual a:
- 1.003.622.400 polegadas quadradas
- 6.969.600 pés quadrados
- 774.400 jardas quadradas
- 25.600 rods quadrados
- 640 roods
- 160 acres
- 0,25 milhas quadradas
- 0,0277777777777777 léguas quadradas